# Tomboy

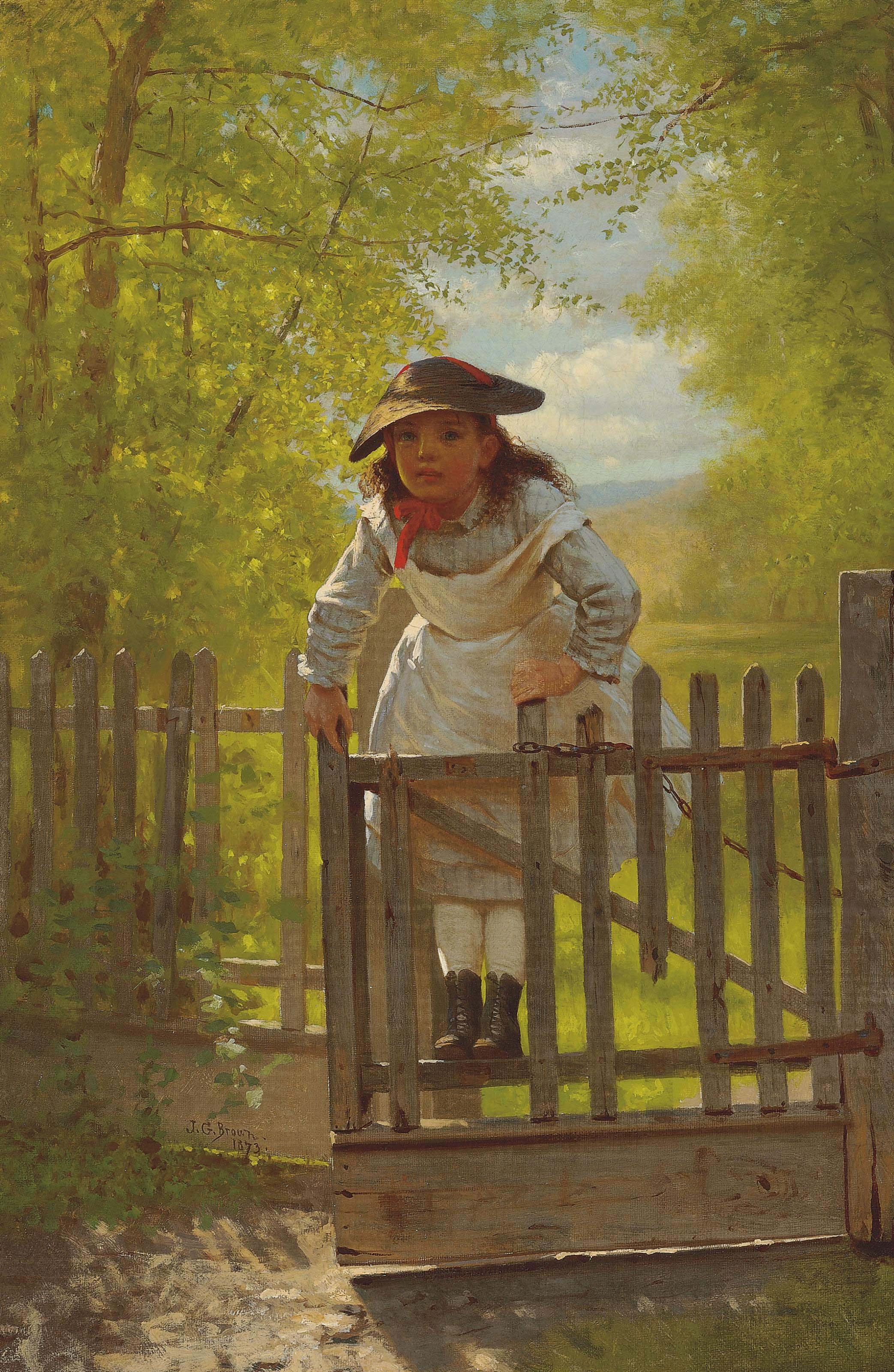
The Tomboy, bức tranh John George Brown của được vẽ vào năm 1873

Tomboy là tên gọi chỉ những cô gái hay bé gái có những đặc tính hoặc hành vi được coi là điển hình của một cậu bé, bao gồm quần áo của nam giới và tham gia vào trò chơi và hoạt động thể chất trong thiên nhiên và rất coi trong nhiều nền văn hóa không được nổi bật hay là miền của nam giới

## Lịch sử và xã hội
Theo Từ điển tiếng Anh Oxford (OED) thì tomboy là "đã được kết nối với ý nghĩa của sự thô lỗ và không phù hợp" trong suốt quá trình sử dụng nó. OED ngày sử dụng đầu tiên của thuật ngữ đến 1592, nhưng một sử dụng trước đó được ghi lại trong Ralph Roister Doister, được cho là có từ năm 1553, và được xuất bản năm 1567. Tác giả Michelle Ann Abate nói rằng, trong văn hóa Mỹ thế kỷ XIX, việc sử dụng từ tomboy đề cập đến một quy tắc ứng xử cụ thể cho phép các cô gái trẻ luyện tập, mặc "quần áo hợp lý" và ăn "chế độ ăn lành mạnh". Bởi vì nhấn mạnh vào lối sống lành mạnh, tomboyism nhanh chóng trở nên phổ biến trong khoảng thời gian này như là một thay thế cho các quy tắc nữ tính chi phối của hành vi đó đã hạn chế phong trào thể chất của phụ nữ. Abate nói rằng chế độ hành vi này đã được lên kế hoạch để tăng cường sức mạnh và độ bền của các cô dâu và những người mang trẻ em đến và đất nước mà họ sinh ra. Cô nói rằng chủ nghĩa tomboy không chỉ là một phương pháp bồi dưỡng mới hay tuyên bố giới tính cho phụ nữ trẻ của đất nước; nó cũng là một cách để cải thiện chất lượng di truyền của nhân loại và ít nhất là một cách để khẳng định uy quyền chủng tộc da trắng. Trong cuốn sách Phụ nữ và Kinh tế năm 1898, nhà văn nữ quyền Charlotte Perkins Gilman ca ngợi những lợi ích về sức khỏe khi trở thành một tomboy cũng như quyền tự do khám phá giới tính: "không phải là nữ tính cho đến lúc phải". Joseph Lee, một người ủng hộ sân chơi, đã viết vào năm 1915 rằng giai đoạn tomboy là rất quan trọng cho sự phát triển thể chất trong độ tuổi từ tám đến mười ba. Tomboyism vẫn phổ biến thông qua Thế Chiến I và Thế Chiến II trong xã hội, văn học, và sau đó phim ảnh.
Trong thế kỷ hai mươi, phân tâm học và phản ứng dữ dội chống lại các phong trào LGBT dẫn đến nỗi lo về xã hội về tình dục của tomboys, và điều này gây ra một số câu hỏi nếu chủ nghĩa tomboy dẫn đến đồng tính nữ. Trong suốt lịch sử, đã có một mối tương quan cảm nhận giữa tomboyishness và lesbianism. Ví dụ, các bộ phim Hollywood sẽ đóng vai người mẫu tomboy trưởng thành như một "người đồng tính nữ săn mồi ăn thịt". Lynne Yamaguchi và Karen Barber, biên tập viên của Tomboys! Tales of Dyke Derring-Do, cho rằng "tomboyhood là nhiều hơn một giai đoạn cho nhiều đồng tính nữ", nó "dường như vẫn là một phần của nền tảng của những người chúng ta là người lớn". Nhiều người đóng góp cho Tomboys! liên kết tự nhận dạng của họ là tomboy và đồng tính nữ với cả hai nhãn định vị chúng bên ngoài "ranh giới văn hóa và giới tính". Bài luận của nhà tâm lý học Dianne Elise đã báo cáo rằng nhiều người đồng tính nữ đã ghi nhận là một chàng trai tomboy hơn là phụ nữ thẳng thắn. Tuy nhiên, trong khi một số tomboy sau đó tiết lộ một bản sắc đồng tính nam ở tuổi vị thành niên hoặc người lớn của họ, hành vi điển hình của con trai nhưng được hiển thị bởi các cô gái không phải là một chỉ báo thực sự của thiên hướng tình dục của một người.
Giới học giả Judith Halberstam nói rằng trong khi các bất chấp của vai trò giới thường dung thứ trong cô gái trẻ vị thành niên những cô gái hiển thị nam tính đặc điểm thường áp hoặc trừng phạt. Tuy nhiên, việc lan tỏa của truyền thống quần áo phụ nữ như chiếc váy đã giảm trong thế giới phương Tây, nơi mà nó nói chung là không còn được coi là một con đực đặc điểm cho cô gái không mặc quần áo như vậy. Sự gia tăng sự phổ biến của phụ nữ của các sự kiện thể thao và các hoạt động khác mà là truyền thống nam đã mở rộng sự khoan dung, và giảm bớt ảnh hưởng của tinh nghịch như một miệt thị hạn. Thay vào đó, như nhà xã hội học Barrie Thorne gợi ý, một số "dành cho người phụ nữ nói với một chút niềm tự hào, nếu như để đề nghị: tôi đã (tôi) độc lập và hoạt động, tôi tổ chức (và giữ) của tôi sở hữu với con trai và người đàn ông và đã kiếm được sự tôn trọng và tình bạn, tôi phản đối (và tiếp tục để chống lại) kiến giới".

## Nghiên cứu
Đã có vài nghiên cứu của các nhân quả của hành vi của phụ nữ và sở thích khi họ không phù hợp với nữ giới. Một báo cáo từ Avon chương trình Nghiên cứu của Cha mẹ và Em cho rằng cô gái trẻ tham gia ở nam tính-điển hình giới tính-vai trò hành vi, chẳng hạn như chơi với đồ chơi thường ưa thích của các cậu bé thường bị ảnh hưởng bởi di truyền và trước khi sinh tố. Chủ đề về Tomboy cũng đã được ghi nhận để chứng tỏ sự quan tâm mạnh mẽ hơn đối với khoa học và công nghệ.